# Helena Janina Pajzderska

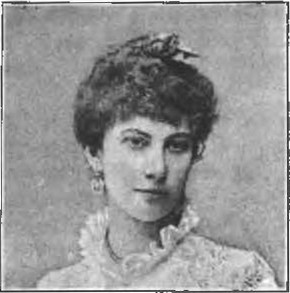
Pajzderska (1893)

Helena Janina Pajzderska, auch bekannt als Szolc-Rogozińska, (* 16. Mai 1862 in Sandomierz als Helena Janina Boguska; † 4. Dezember 1927 in Warschau) war eine polnische Schriftstellerin, literarische Übersetzerin, Reisende und Frauenrechtlerin. Sie veröffentlichte verschiedene Romane, Reiseliteratur und Übersetzungen unter dem Pseudonym Hajota.

## Frühes Leben und Ausbildung
Helena Janina Boguska, Tochter von Jan Boguski und Emilia geb. Marczewska, kam am 16. Mai 1862 in Sandomierz zur Welt. Sie verbrachte ihre Kindheit in Warschau und erhielt dort eine umfassende Privatausbildung. An der Schule von Laura Guérin erlernte sie verschiedene Fremdsprachen. Während dieser Zeit entwickelte sie eine enge Freundschaft mit der Schriftstellerin Jadwiga Łuszczewska.

## Werdegang
1875 veröffentlichte Helena ihren Roman Narcyzy Ewuni im Alter von dreizehn Jahren. Ihr Schaffen umfasste Romane, Reiseliteratur und Gedichte. Unter dem Pseudonym „Hajota“ und manchmal auch unter dem zweiten Pseudonym „Lascaro“ schrieb sie für polnische Zeitungen wie den Kurier Warszawski, Czas und Kronika Rodzinna. Außerdem übersetzte sie literarische Werke von Autoren wie George Gordon Byron, H. G. Wells, Honoré de Balzac, Victor Hugo, Joseph Conrad und Vicente Blasco Ibáñez.
Durch ihre Bekanntschaft mit Bolesław Prus lernte Helena Stefan Szolc-Rogoziński kennen, den sie 1888 heiratete und dessen Nachnamen sie annahm. Das Paar unternahm gemeinsame Reisen nach Afrika und ließ sich auf der Insel Bioko nieder, wo sie eine Kakaoplantage betrieben. Sie bereisten auch das Festland, wie Nigeria und Kamerun, um Material für ihre Schriften und Forschungen über die einheimische Bevölkerung zu sammeln. Helena war die erste bekannte Polin, die den höchsten Berg von Bioko, den Pico Basile, bestieg. Möglicherweise war sie auch die erste Europäerin, von der dies dokumentiert ist. Im Jahr 1891 kehrte das Paar nach Europa zurück, hielt wissenschaftliche Vorträge in Spanien und kehrte dann in die polnischen Gebiete zurück. Ihre Lesungen führten dazu, dass Helena Mitglied der Geographischen Gesellschaft von Madrid und der Afrikanischen Gesellschaft von Neapel wurde.
Ab dem Jahr 1900 setzte sich Helena aktiv für die Frauenrechte ein. Sie koordinierte sieben Jahre später die Arbeit von zwei Ausschüssen, Recht und Politik sowie Literatur und Kunst, auf der ersten polnischen Frauenkonferenz.

## Privatleben und Tod
Helena war zweimal verheiratet. Zuerst ehelichte sie den Reisenden Stefan Szolc-Rogoziński im Jahr 1888, von dem sie sich 1895 scheiden ließ. Im Jahr 1904 heiratete sie den Architekten Tomasz Pajzderski, jedoch war ihre Ehe von kurzer Dauer.
Am 4. Dezember 1927 verstarb Helena in Warschau. Ihre letzte Ruhestätte befindet sich auf dem Powązki-Friedhof.

## Erbe
Eine Straße im Warschauer Stadtteil Żoliborz trägt den Namen Hajota – den Künstlernamen von Helena Janina Pajzderska.

## Ausgewählte Werke

### Sammlungen von Kurzgeschichten
- Z dalekich lądów[1]

### Romane
- Ostatnia butelka[1]
- Błędne koło
- W pogoni
- Dar Heliogabala
- Wyżebrana godzina
- Rosa Nieves[2]